# Mattia Caldara
Mattia Caldara (Bergamo, 5 maggio 1994) è un calciatore italiano, di ruolo difensore, svincolato.

## Biografia
Legato alla compagna Nicole, la coppia ha due figli.

## Caratteristiche tecniche
È un difensore completo, capace di giocare sia come centrale – posizione ricoperta in prevalenza – sia come terzino. Abile nell'uso di entrambi i piedi, vanta una buona prestanza fisica e capacità di anticipo e contrasto. Dotato di tecnica individuale, il suo contributo alla fase offensiva lo ha spesso portato al gol.
Il suo rendimento è stato condizionato da ricorrenti problemi fisici e infortuni.

## Carriera

### Club

#### Gli esordi con l'Atalanta, i prestiti a Trapani e Cesena
Dopo aver mosso i primi passi nello Scanzorosciate, nel 2004 entra nel vivaio dell'Atalanta. Dopo tutta la trafila delle formazioni giovanili, esordisce in prima squadra e in Serie A il 18 maggio 2014, a 20 anni, in Catania-Atalanta (2-1), subentrando nella ripresa a Davide Brivio.
Il 3 luglio 2014 passa in prestito al Trapani, in Serie B. Esordisce in maglia granata il successivo 7 settembre, nella sfida di campionato contro il Vicenza, subentrando al 62' a Enis Nadarević. Il 16 maggio 2015, una sua rete nei minuti di recupero consente ai siciliani di pareggiare 1-1 contro l'Avellino. Con il Trapani ottiene 20 presenze e realizza 2 reti in campionato.
Il 10 luglio 2015 è ceduto in prestito al Cesena, ancora in serie cadetta, dove ottiene 27 presenze e realizza 3 gol in campionato, oltre a 2 presenze in Coppa Italia.

#### Ritorno all'Atalanta
Nell'estate 2016 torna all'Atalanta, facendo il suo secondo esordio in campionato con la maglia bergamasca il 2 ottobre 2016, alla 7ª giornata, nella partita casalinga vinta 1-0 contro il Napoli. Il successivo 26 ottobre realizza il suo primo gol in massima categoria, decisivo per la vittoria 1-0 in trasferta contro il Pescara. Le prestazioni offerte attirano l'interesse della Juventus, che il 12 gennaio 2017 ne acquista il cartellino per 15 milioni di euro; contestualmente i bianconeri lo lasciano in prestito a Bergamo fino al 30 giugno 2018. Chiude la stagione in campionato con 30 presenze e 7 reti, tra cui la prima doppietta in carriera, messa a segno il 25 febbraio sul campo del Napoli.
All'inizio della stagione successiva, il 14 settembre 2017, fa il suo esordio nelle coppe europee, nella partita della fase a gironi di Europa League vinta dall'Atalanta per 3-0 contro l'Everton. In questa sua ultima stagione a Bergamo si conferma nell'undici titolare nerazzurro, pur dovendo saltare diverse partite nella seconda parte del campionato a causa di problemi alla schiena. Chiude la sua esperienza orobica con 55 presenze e 10 gol in Serie A.

#### Milan e secondo ritorno all'Atalanta

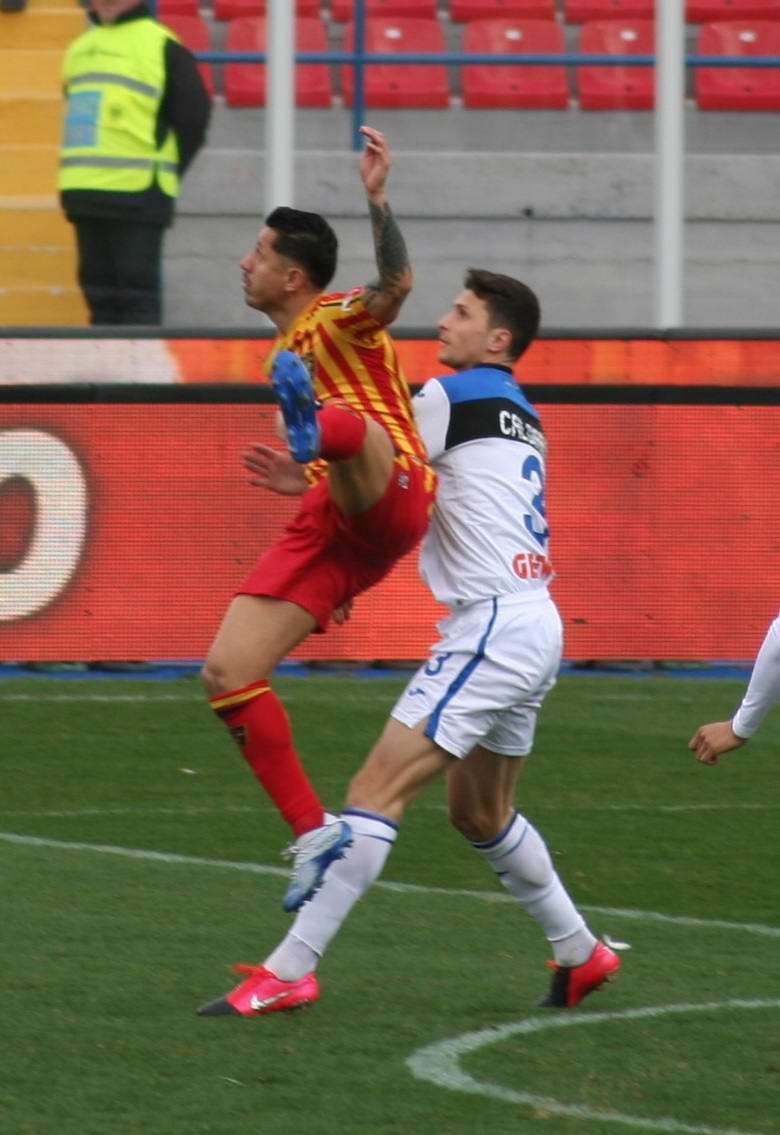
Caldara (a destra) in maglia atalantina nel 2020, in contrasto sul leccese Lapadula

Al termine del prestito a Bergamo, nell'estate 2018 si aggrega inizialmente alla Juventus, ma nel corso del precampionato si trasferisce a titolo definitivo al Milan per 35 milioni di euro, nell'ambito di uno scambio di cartellini con Leonardo Bonucci.
Debutta in maglia rossonera il 20 settembre 2018, nella partita di Europa League vinta 1-0 in trasferta contro i lussemburghesi del F91 Dudelange. Quello che segue si rivela tuttavia un annus horribilis per il difensore, visto che una serie di infortuni lo tiene lontano dai campi fino alla successiva primavera. Torna a giocare una partita ufficiale solo il 24 aprile 2019, nella semifinale di ritorno della Coppa Italia persa per 1-0 in casa contro la Lazio. Rimane questa l'ultima presenza stagionale di Caldara, che pochi giorni dopo incappa in una ancor più grave rottura del legamento crociato anteriore sinistro, chiudendo anzitempo la negativa stagione.
Nella prima parte della stagione seguente, pur ristabilitosi, Caldara rimane ai margini della squadra milanista, tanto che nel gennaio 2020 viene nuovamente ceduto all'Atalanta, con la formula del prestito per 18 mesi con diritto di riscatto. A Bergamo torna immediatamente titolare: il 15 dello stesso mese, in occasione della sfida di Coppa Italia sul campo della Fiorentina, scende di nuovo in campo dall'inizio del match dopo quasi 19 mesi dall'ultima volta; il successivo 20 febbraio debutta in UEFA Champions League, nell'andata della vittoriosa sfida per gli ottavi di finale contro il Valencia (4-1). Termina la stagione con complessive 18 presenze, 14 delle quali in campionato. Nella stagione 2020-2021 gioca invece 6 partite in campionato, 2 partite in Coppa Italia ed una partita in Champions League.

#### Prestiti a Venezia e Spezia
Il 9 agosto 2021 viene ceduto in prestito con diritto di riscatto al Venezia, neopromosso in Serie A. Tornato a giocare con continuità in avvio della sua esperienza lagunare, il successivo 7 novembre realizza la sua prima rete con la maglia arancioneroverde, nella vittoria interna di campionato sulla Roma (3-2): nell'occasione il difensore ritrova il gol dopo quattro anni. In tutto con il Venezia, al termine della stagione retrocesso in B, colleziona 30 presenze e un gol in stagione.
Il 17 luglio 2022 si trasferisce in prestito con diritto di riscatto allo Spezia. Debutta con i liguri il 14 agosto seguente, nella vittoria interna per 1-0 contro l'Empoli. Scende in campo abbastanza regolarmente nella prima parte della stagione, prima di venire relegato sempre più spesso in panchina nel girone di ritorno. Termina la stagione con 20 presenze e con il club retrocesso in cadetteria, in seguito alla sconfitta nello spareggio contro il Verona.

#### Ritorno al Milan, Modena
Al termine del prestito allo Spezia, nell'estate 2023 Caldara torna al Milan, pur rimanendo di fatto ai margini della rosa per tutta la stagione. In scadenza di contratto, registra la sua unica presenza della seconda esperienza rossonera – e la sua unica in Serie A con la maglia milanista – il 25 maggio 2024, subentrando nel corso del pareggio interno con la Salernitana (3-3), nell'ultima giornata del campionato.
Rimasto svincolato, il 2 luglio 2024 si accasa al Modena, in Serie B. Il successivo 19 ottobre segna la sua prima rete con i Canarini, quella del definitivo 2-2 nel pareggio in rimonta contro il Palermo. Lascia il club emiliano al termine della stagione 2024-2025, alla scadenza naturale del proprio contratto.

### Nazionale
Esordisce con la nazionale Under-21 il 24 marzo 2016 contro l'Irlanda, partita valida per le qualificazioni all'Europeo 2017. Successivamente viene convocato dal commissario tecnico Luigi Di Biagio per l'Europeo Under-21 2017 in Polonia, manifestazione nella quale l'Italia viene eliminata in semifinale dalla Spagna.
Il 19 maggio 2018 riceve la prima convocazione in nazionale maggiore da parte del selezionatore Roberto Mancini, il quale lo fa debuttare in azzurro il successivo 1º giugno, a 24 anni, giocando da titolare l'amichevole di Nizza persa contro la Francia (1-3).

## Statistiche

### Presenze e reti nei club
Statistiche aggiornate al 13 maggio 2025.
| Stagione        | Squadra         | Campionato      | Campionato | Campionato | Coppe nazionali | Coppe nazionali | Coppe nazionali | Coppe continentali | Coppe continentali | Coppe continentali | Altre coppe | Altre coppe | Altre coppe | Totale | Totale |
| Stagione        | Squadra         | Comp            | Pres       | Reti       | Comp            | Pres            | Reti            | Comp               | Pres               | Reti               | Comp        | Pres        | Reti        | Pres   | Reti   |
| --------------- | --------------- | --------------- | ---------- | ---------- | --------------- | --------------- | --------------- | ------------------ | ------------------ | ------------------ | ----------- | ----------- | ----------- | ------ | ------ |
| 2013-2014       | Atalanta        | A               | 1          | 0          | CI              | 0               | 0               | -                  | -                  | -                  | -           | -           | -           | 1      | 0      |
| 2014-2015       | Trapani         | B               | 20         | 2          | CI              | 1               | 0               | -                  | -                  | -                  | -           | -           | -           | 21     | 2      |
| 2015-2016       | Cesena          | B               | 27         | 3          | CI              | 2               | 0               | -                  | -                  | -                  | -           | -           | -           | 29     | 3      |
| 2016-2017       | Atalanta        | A               | 30         | 7          | CI              | 1               | 0               | -                  | -                  | -                  | -           | -           | -           | 31     | 7      |
| 2017-2018       | Atalanta        | A               | 24         | 3          | CI              | 2               | 0               | UEL                | 8                  | 0                  | -           | -           | -           | 34     | 3      |
| 2018-2019       | Milan           | A               | 0          | 0          | CI              | 1               | 0               | UEL                | 1                  | 0                  | SI          | 0           | 0           | 2      | 0      |
| 2019-gen. 2020  | Milan           | A               | 0          | 0          | CI              | 0               | 0               | -                  | -                  | -                  | -           | -           | -           | 0      | 0      |
| gen.-ago. 2020  | Atalanta        | A               | 14         | 0          | CI              | 1               | 0               | UCL                | 3                  | 0                  | -           | -           | -           | 18     | 0      |
| 2020-2021       | Atalanta        | A               | 6          | 0          | CI              | 2               | 0               | UCL                | 1                  | 0                  | -           | -           | -           | 9      | 0      |
| Totale Atalanta | Totale Atalanta | Totale Atalanta | 75         | 10         |                 | 6               | 0               |                    | 12                 | 0                  |             | -           | -           | 93     | 10     |
| 2021-2022       | Venezia         | A               | 29         | 1          | CI              | 1               | 0               | -                  | -                  | -                  | -           | -           | -           | 30     | 1      |
| 2022-2023       | Spezia          | A               | 20         | 0          | CI              | 2               | 0               | -                  | -                  | -                  | -           | -           | -           | 22     | 0      |
| 2023-2024       | Milan           | A               | 1          | 0          | CI              | 0               | 0               | UCL                | 0                  | 0                  | -           | -           | -           | 1      | 0      |
| Totale Milan    | Totale Milan    | Totale Milan    | 1          | 0          |                 | 1               | 0               |                    | 1                  | 0                  |             | -           | -           | 3      | 0      |
| 2024-2025       | Modena          | B               | 26         | 1          | CI              | 1               | 0               | -                  | -                  | -                  | -           | -           | -           | 27     | 1      |
| Totale carriera | Totale carriera | Totale carriera | 198        | 17         |                 | 14              | 0               |                    | 13                 | 0                  |             | -           | -           | 225    | 17     |

### Cronologia presenze e reti in nazionale
| Cronologia completa delle presenze e delle reti in nazionale ― Italia | Cronologia completa delle presenze e delle reti in nazionale ― Italia | Cronologia completa delle presenze e delle reti in nazionale ― Italia | Cronologia completa delle presenze e delle reti in nazionale ― Italia | Cronologia completa delle presenze e delle reti in nazionale ― Italia | Cronologia completa delle presenze e delle reti in nazionale ― Italia | Cronologia completa delle presenze e delle reti in nazionale ― Italia | Cronologia completa delle presenze e delle reti in nazionale ― Italia |
| Data                                                                  | Città                                                                 | In casa                                                               | Risultato                                                             | Ospiti                                                                | Competizione                                                          | Reti                                                                  | Note                                                                  |
| --------------------------------------------------------------------- | --------------------------------------------------------------------- | --------------------------------------------------------------------- | --------------------------------------------------------------------- | --------------------------------------------------------------------- | --------------------------------------------------------------------- | --------------------------------------------------------------------- | --------------------------------------------------------------------- |
| 1-6-2018                                                              | Nizza                                                                 | Francia                                                               | 3 – 1                                                                 | Italia                                                                | Amichevole                                                            | -                                                                     |                                                                       |
| 10-9-2018                                                             | Lisbona                                                               | Portogallo                                                            | 1 – 0                                                                 | Italia                                                                | UEFA Nations League 2018-2019 - 1º turno                              | -                                                                     |                                                                       |
| Totale                                                                |                                                                       | Presenze                                                              | 2                                                                     |                                                                       | Reti                                                                  | 0                                                                     |                                                                       |

| Cronologia completa delle presenze e delle reti in nazionale ― Italia under 21 | Cronologia completa delle presenze e delle reti in nazionale ― Italia under 21 | Cronologia completa delle presenze e delle reti in nazionale ― Italia under 21 | Cronologia completa delle presenze e delle reti in nazionale ― Italia under 21 | Cronologia completa delle presenze e delle reti in nazionale ― Italia under 21 | Cronologia completa delle presenze e delle reti in nazionale ― Italia under 21 | Cronologia completa delle presenze e delle reti in nazionale ― Italia under 21 | Cronologia completa delle presenze e delle reti in nazionale ― Italia under 21 |
| Data                                                                           | Città                                                                          | In casa                                                                        | Risultato                                                                      | Ospiti                                                                         | Competizione                                                                   | Reti                                                                           | Note                                                                           |
| ------------------------------------------------------------------------------ | ------------------------------------------------------------------------------ | ------------------------------------------------------------------------------ | ------------------------------------------------------------------------------ | ------------------------------------------------------------------------------ | ------------------------------------------------------------------------------ | ------------------------------------------------------------------------------ | ------------------------------------------------------------------------------ |
| 24-3-2016                                                                      | Waterford                                                                      | Irlanda under 21                                                               | 1 – 4                                                                          | Italia under 21                                                                | Qual. Europeo Under-21 2017                                                    | -                                                                              |                                                                                |
| 29-3-2016                                                                      | Andorra la Vella                                                               | Andorra under 21                                                               | 0 – 1                                                                          | Italia under 21                                                                | Qual. Europeo Under-21 2017                                                    | -                                                                              |                                                                                |
| 2-6-2016                                                                       | Venezia                                                                        | Italia under 21                                                                | 0 – 1                                                                          | Francia under 21                                                               | Amichevole                                                                     | -                                                                              |                                                                                |
| 10-8-2016                                                                      | San Benedetto del Tronto                                                       | Italia under 21                                                                | 0 – 0                                                                          | Albania under 21                                                               | Amichevole                                                                     | -                                                                              |                                                                                |
| 2-9-2016                                                                       | Vicenza                                                                        | Italia under 21                                                                | 1 – 1                                                                          | Serbia under 21                                                                | Qual. Europeo Under-21 2017                                                    | -                                                                              |                                                                                |
| 6-9-2016                                                                       | La Spezia                                                                      | Italia under 21                                                                | 3 – 0                                                                          | Andorra under 21                                                               | Qual. Europeo Under-21 2017                                                    | -                                                                              |                                                                                |
| 11-10-2016                                                                     | Kaunas                                                                         | Lituania under 21                                                              | 0 – 0                                                                          | Italia under 21                                                                | Qual. Europeo Under-21 2017                                                    | -                                                                              |                                                                                |
| 10-11-2016                                                                     | Southampton                                                                    | Inghilterra under 21                                                           | 3 – 2                                                                          | Italia under 21                                                                | Amichevole                                                                     | -                                                                              | 61’                                                                            |
| 14-11-2016                                                                     | Bergamo                                                                        | Italia under 21                                                                | 0 – 0                                                                          | Danimarca under 21                                                             | Amichevole                                                                     | -                                                                              |                                                                                |
| 18-6-2017                                                                      | Cracovia                                                                       | Danimarca under 21                                                             | 0 – 2                                                                          | Italia under 21                                                                | Europeo Under-21 2017 - 1º turno                                               | -                                                                              |                                                                                |
| 24-6-2017                                                                      | Cracovia                                                                       | Germania under 21                                                              | 0 – 1                                                                          | Italia under 21                                                                | Europeo Under-21 2017 - 1º turno                                               | -                                                                              |                                                                                |
| 27-6-2017                                                                      | Cracovia                                                                       | Italia under 21                                                                | 1 – 3                                                                          | Spagna under 21                                                                | Europeo Under-21 2017 - Semifinale                                             | -                                                                              |                                                                                |
| Totale                                                                         |                                                                                | Presenze                                                                       | 12                                                                             |                                                                                | Reti                                                                           | 0                                                                              |                                                                                |

## Palmarès

### Club
- Campionato Giovanissimi Nazionali: 1

Atalanta: 2007-2008